# Civilskydd inom Europeiska unionen
Civilskydd inom Europeiska unionen är en stödjande befogenhet mellan unionen och dess medlemsstater. Det gemensamma civilskyddet syftar till att förebygga och skydda mot både naturkatastrofer och katastrofer som orsakas av människor. Genom en europeisk civilskyddsmekanism samordnar medlemsstaterna katastrofförebyggande och katastrofberedskap. Förutom EU:s medlemsstater deltar även Albanien, Bosnien och Hercegovina, Island, Makedonien, Montenegro, Norge, Serbien, Turkiet och Ukraina i Europeiska unionens civilskyddsmekanism genom olika samarbetsavtal med unionen.

## Historia
Den europeiska civilskyddsmekanismen inrättades 2001. Genom Lissabonfördraget stärktes unionens befogenheter inom civilskyddsområdet och nya bestämmelser för civilskyddsmekanismen trädde i kraft den 1 januari 2014 för att inrikta mekanismen mer på katastrofförebyggande och katastrofberedskap. Under åren har civilskyddsmekanismen använts över 230 gånger. Den har använts bland annat vid skogsbränder och översvämningar.
Under 2017 föreslog Europeiska kommissionen en förändring av civilskyddsmekanismen, med bland annat ett inrättande av en europeisk solidaritetskår.

### Skogsbranden i Västmanland 2014
Bekämpningsarbetet vid skogsbranden i Västmanland 2014 var det första tillfället då en räddningsledare i Sverige bedömde att det fanns ett behov av att inkalla utländska resurser för vattenbegjutning från luften med användande av vattenbombare. Räddningsledaren från Sala-Heby Räddningstjänst begärde på kvällen den 3 augusti, på skogsbrandens fjärde dag, hos Myndigheten för samhällsskydd och beredskap sådana resurser, och begäran gick vidare till ERCC, vilken i sin tur fick positivt svar från bland andra Sécurité Civile i Frankrike och Protezione Civile i Italien. Dessa organisationer sände vardera två specialflygplan för vattenbombning av typ  Bombardier 415 till Sverige, tillsammans med ett ledningsflygplan från Frankrike och erforderlig personal, sammanlagt 30 personer. Även Spanien hade svarat positivt på begäran om att sända flygplan. De utländska flygplanen gjorde en insats i Västmanland från en bas på Västerås flygplats under fyra dygn med början på kvällen den 6 augusti.

### Skogsbränder i Sverige sommaren 2018
Den 10 juni 2018 landade två italienska brandflygplan med 14 besättningsmän på Örebro flygplats, efter att Myndigheten för samhällsskydd och beredskap (MSB) hade gjort en förfrågan hos Centret för samordning av katastrofberedskap (ERCC) med stöd om brandflygplan. Det på grund av den torka och brandrisk som rådde i stora delar av Sverige i maj och juni. Den 15 juni 2018 blossade en skogsbrand upp på Svindersviksberget intill Värmdöleden i Nacka kommun, öster om Stockholm. På kvällen kontaktade räddningsledningen vid Södertörns brandförsvarsförbund MSB med att få stöd i släckningsarbetet. Drygt en timme senare lyfte flygplanen från Örebro och var på plats under kvällen för att bistå räddningstjänsten med släckningsarbetet. Den 17 juni begärde Länsstyrelsen i Västerbottens län stöd av MSB med att bekämpa en skogsbrand i Hörnefors söder om Umeå. Flygplanen bistod räddningstjänsten i Umeå med 24 vattenbombningar innan de återvände på kvällen till Örebro. Den 18 juni beslutade MSB i samråd med Italien med att avbryta den förstärkta beredskapen. Det med bakgrund av att brandrisken förbättrats i Sverige, det vill säga brandrisken minskat, medan den hade ökat i Italien och södra Europa. Därav kom beredskapen att avbrytas, och flygplanen återgick den 19 juni till Italien. MSB beräknande att själva beredskapen uppgick till en kostnad på 1,5-2 miljoner kronor. Då enbart beräknat på att ha flygplanen stående i beredskap i Örebro, och inte vad själva räddningsarbetet kostade. Något som MSB bedömde väl värt med åtanke på den skogsbrand som bröt ut i Västmanland 2014.
Då torkan fortsatte under sommaren 2018 och att det i mitten av juli brann på ett 70-tal platser samtidigt i Sverige, skickade MSB in en begäran den 16 juli 2018 om stöd via ERCC gällande brandbekämpningsflyg. MSB fick svar på sin begäran och återigen kom flygplan med besättning från Italien, vilka kom att baseras på Örebro flygplats inledningsvis från den 18 juli 2018 och åtta dagar framåt.

## Befogenheter
Europeiska unionen har stödjande befogenhet vad gäller civilskydd. Det innebär att unionen har befogenhet att vidta åtgärder för att stödja, samordna eller komplettera medlemsstaternas åtgärder. Dessa åtgärder får dock inte omfatta någon harmonisering av medlemsstaternas lagar och andra författningar.
Europeisk lagstiftning gällande civilskydd antas av Europaparlamentet och Europeiska unionens råd på förslag av Europeiska kommissionen i enlighet med det ordinarie lagstiftningsförfarandet.

## Civilskyddsmekanismen
Den europeiska civilskyddsmekanismen inrättades 2001 och förstärktes 2014. Civilskyddsmekanismen innefattar bland annat en europeisk insatskapacitet vid katastrofer, det vill säga gemensamma resurser som kan sättas in vid diverse katastrofer, i eller utanför Europeiska unionen. Insatskapaciteten innefattar en sjukvårdsstyrka bestående av experter på sjukvård och folkhälsa, som snabbt kan sändas ut för beredskaps- och hjälpinsatser.

## Institutioner, organ och byråer
Precis som inom Europeiska unionens övriga befogenhetsområden fyller Europaparlamentet, Europeiska unionens råd och Europeiska kommissionen en nyckelroll vid beslut om civilskydd. Inom kommissionen finns det ett särskilt generaldirektorat för europeiskt civilskydd och humanitära biståndsåtgärder.

### Centret för samordning av katastrofberedskap
Centret för samordning av katastrofberedskap är en del av generaldirektoratet för europeiskt civilskydd och humanitära biståndsåtgärder och har till uppgift att dygnet runt följa katastrofsituationers utveckling i hela världen. Centret ansvarar också praktiskt för Europeiska unionens civilskyddsmekanism.

## Territoriellt tillämpningsområde
De gemensamma bestämmelserna om civilskydd omfattar alla Europeiska unionens medlemsstater.